# Henry Pole, 1. Baron Montagu
Henry Pole, 1. Baron Montagu (* um 1492; † 9. Januar 1539) war ein englischer Adliger und Beteiligter der Exeter-Verschwörung.

## Familie
Er war der älteste Sohn des Sir Richard Pole und der Margaret Plantagenet, Tochter von George Plantagenet, 1. Duke of Clarence und Isabella Neville. Sein Großvater mütterlicherseits, der Duke of Clarence, war der Bruder der Könige Eduard IV. und Richard III. Seine Großmutter mütterlicherseits war Isabella Neville, Tochter des mächtigsten Mannes seiner Zeit, Richard Neville, 16. Earl of Warwick. Somit ist er ein Nachfahre von Eduard III. und theoretisch hätten seine Nachfahren einen Thronanspruch.

## Leben
Er wurde am 25. September 1513 in der Kirche von Tournay von König Heinrich VIII. zum Knight Bachelor geschlagen. Am 20. Oktober 1514 berief ihn der König durch einen Writ of Summons ins Parlament ein und verlieh ihm dadurch den erblichen Titel eines Baron Montagu. 1536 war er einer der adligen Intriganten gegen Königin Anne Boleyn, die in Ungnade fiel und anschließend hingerichtet wurde.

## Inhaftierung und Hinrichtung
Am 4. November 1538 wurde er mit allen anderen Beteiligten der Exeter-Verschwörung, darunter auch sein Schwager Edward Neville, verhaftet. Grund dafür war, dass sie wegen Verrats  an König Heinrich VIII. angeklagt wurden. Thomas Cromwell schrieb nieder, dass das geschah, obwohl Henry Pole verwandt mit dem König war und er deshalb einen gewissen Schutz genoss. Die Verhafteten wurden im Tower of London inhaftiert. Am 2. Dezember 1538 wurde Montagu vom Parlament geächtet und verlor damit alle Titel und Ländereien. Edward Neville wurde am 8. Dezember hingerichtet. Einen Cousin von ihm, Henry Courtenay, 1. Marquess of Exeter, ereilte das Schicksal einen Tag später. Er selbst und alle anderen inhaftierten Verschwörer wurden am 9. Januar 1539 hingerichtet.
Zehn Tage nach Montagus Inhaftierung war auch seine Mutter verhaftet worden. Man kam zu dem Entschluss, dass sie nicht in den Verrat ihres Sohnes involviert war, dennoch wurde sie am 27. Mai 1541 mit 67 Jahren hingerichtet.
Sein einziger noch lebender Sohn Henry wurde zur selben Zeit wie sein Vater in den Tower gebracht. Es wurde erwartet, dass er wie seine Großmutter hingerichtet würde, doch der König wollte keine Verschlechterung der öffentlichen Meinung riskieren. Henry verbrachte sein restliches Leben als Gefangener im Tower, im September 1542 war er noch am Leben, und starb dort schließlich, wahrscheinlich durch Verhungern.

## Heirat und Nachkommen
Im Mai 1510 heiratete er Jane Neville († 1538), Tochter von George Nevill, 5. Baron Bergavenny und Joan Arundel. Mit ihr hatte er fünf Kinder:
- Catherine Pole (1511–23. September 1576), ⚭ Francis Hastings, 2. Earl of Huntingdon
- Lucy Pole, ⚭ Anthony Browne
- Thomas Pole († 1526), ⚭ Elizabeth Wingfield
- Henry Pole (1520/21–nach September 1542), ⚭ Margaret Neville
- Winifred Pole (* 1521/25), ⚭ (1) Sir Thomas Hastings, ⚭ (2) Sir Thomas Barrington